# Jurjen ten Brinke
Jurjen ten Brinke (Zwolle, 9 maart 1978) is een Nederlandse christelijk spreker, presentator, auteur en voormalig voorganger.

## Biografie
Hij groeide op in Kampen in een gezin dat behoorde tot de Gereformeerde Gemeenten, en doorliep twee studies: tropisch landgebruik aan de Wageningen Universiteit en een hbo-studie theologie in Gouda. Na het afronden van zijn landbouwstudie - hij studeerde af in West-Papoea - werkte Ten Brinke vijf jaar als teamleider voor Gave, een organisatie die zich richt op kerkelijk werk onder asielzoekers en statushouders.
Ten Brinke was in 2006, na het zien van een vacature daarvoor, als kerkplanter betrokken bij de totstandkoming van de multiculturele gemeente Hoop voor Noord in het Amsterdamse stadsdeel Noord, waar hij voorganger van werd. In 2010 werd deze gemeente onderdeel van de Christelijke Gereformeerde Kerken. In 2014 werd hij voorganger in deeltijd, naast Theodoor Meedendorp.
Van november 2015 tot mei 2019 was hij een van de presentatoren van het EO-televisieprogramma De Kapel. Hij begon bij de EO op freelance-basis, later werd dit omgezet in een vast dienstverband. Hij presenteert voor die omroep verder Nederland Zingt (op Zondag), Nederland Zingt Dichtbij en het radioprogramma Vroeg op 5 (Radio 5), en verzorgde in 2020 en 2021 preken in de BEAM-kerkdienst op zondagochtend. Ook was hij in 2019 reisleider van een EO-ledenreis naar Israël.
In februari 2025 trad ten Brinke toe tot de Amsterdam Council of Christian Leaders, een organisatie die samenwerking bevordert tussen leiders van verschillende kerken en christelijke bewegingen in de hoofdstad. In mei 2025 werd hij als co-voorganger van Hoop voor Noord opgevolgd door dominee Leon van den Dool.
Hij treedt op als spreker op diverse christelijke evenementen, waaronder Opwekking, de Nederland Zingt-dag en bijeenkomsten van de ChristenUnie.

## Persoonlijk
Ten Brinke is getrouwd. Met zijn vrouw heeft hij drie dochters en een zoon.